# Boltonia
 Boltonia   L'Her., 1788 è un genere di piante angiosperme dicotiledoni della famiglia delle Asteraceae, sottofamiglia Asteroideae, tribù Astereae (North American lineage) e sottotribù Boltoniinae.

## Etimologia
Il nome di questo genere è stato dato in ricordo del botanico inglese James B. Bolton (morto nel 1799).
Il nome scientifico del genere è stato definito dal botanico Charles Louis L'Héritier de Brutelle (1746-1800) nella pubblicazione " Sertum Anglicum: seu Plantae Rariores quae in Hortis juxta Londinum, Imprimis in Horto Regio Kewensi Excoluntur, ab Anno 1786 ad Annuum 1787 Observatae. Paris" ( Sert. Angl. 27) del 1788.

## Descrizione

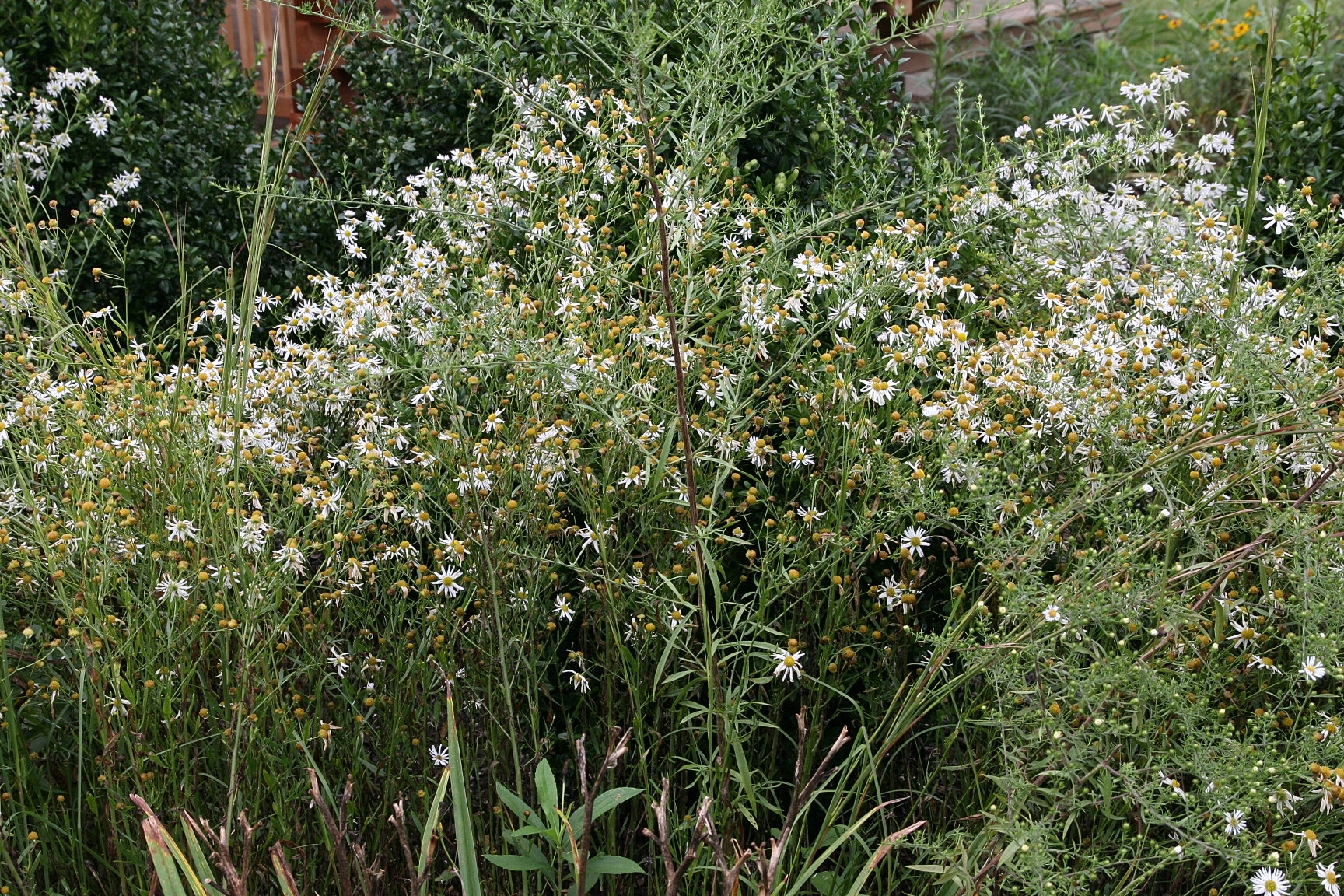
Il portamento
Boltonia asteroides

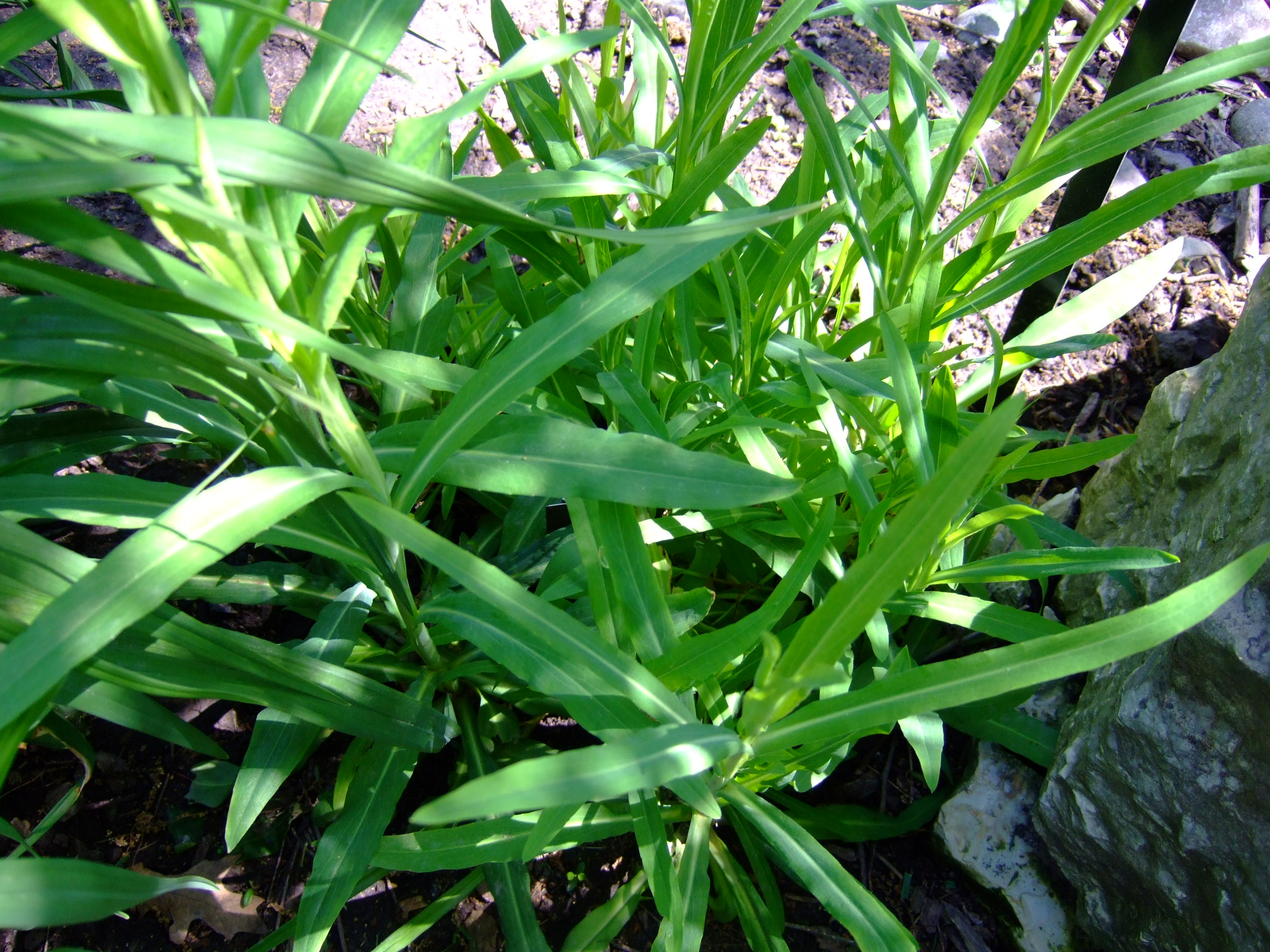
Le foglie
Boltonia decurrens

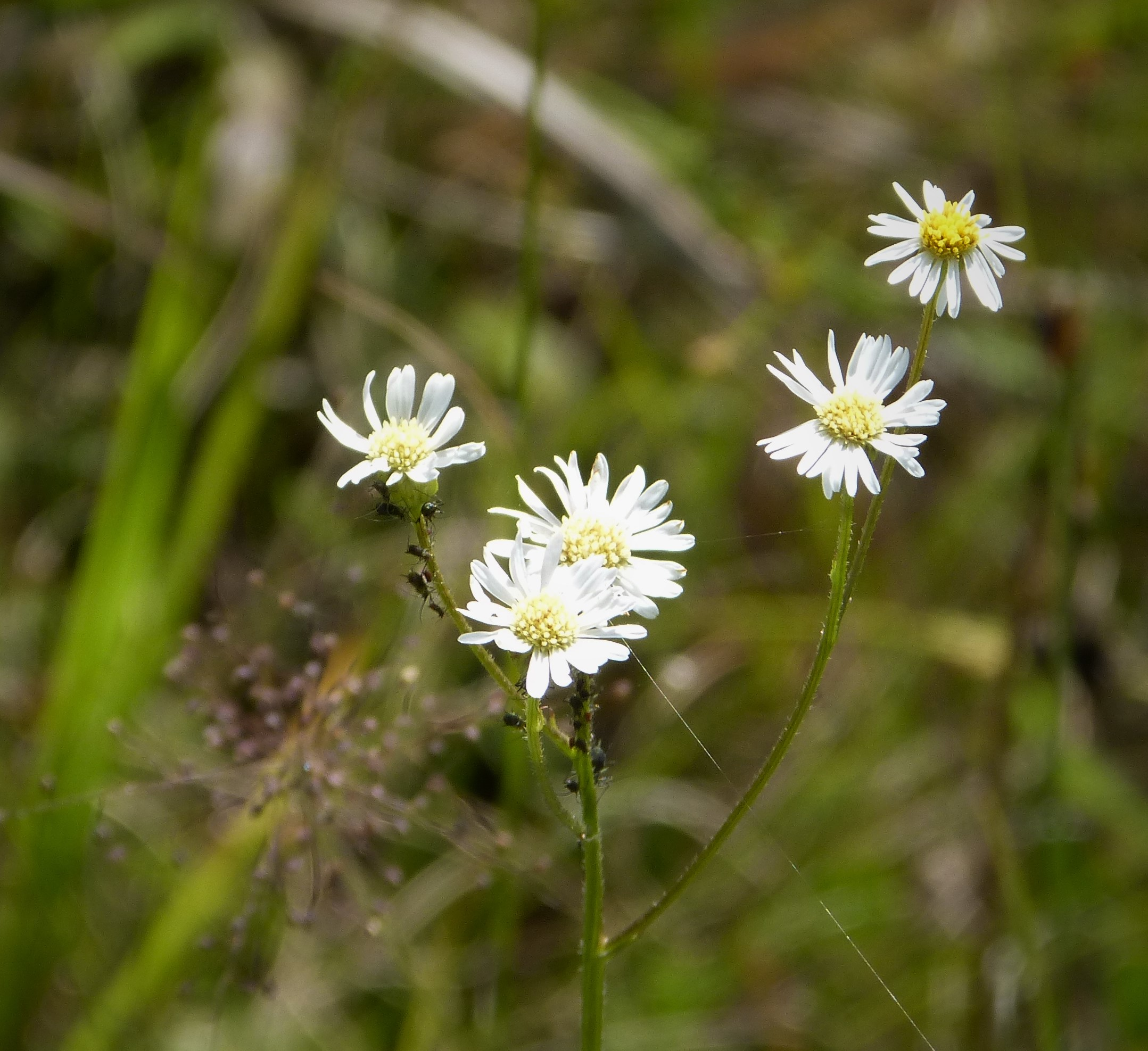
Infiorescenza
Boltonia diffusa

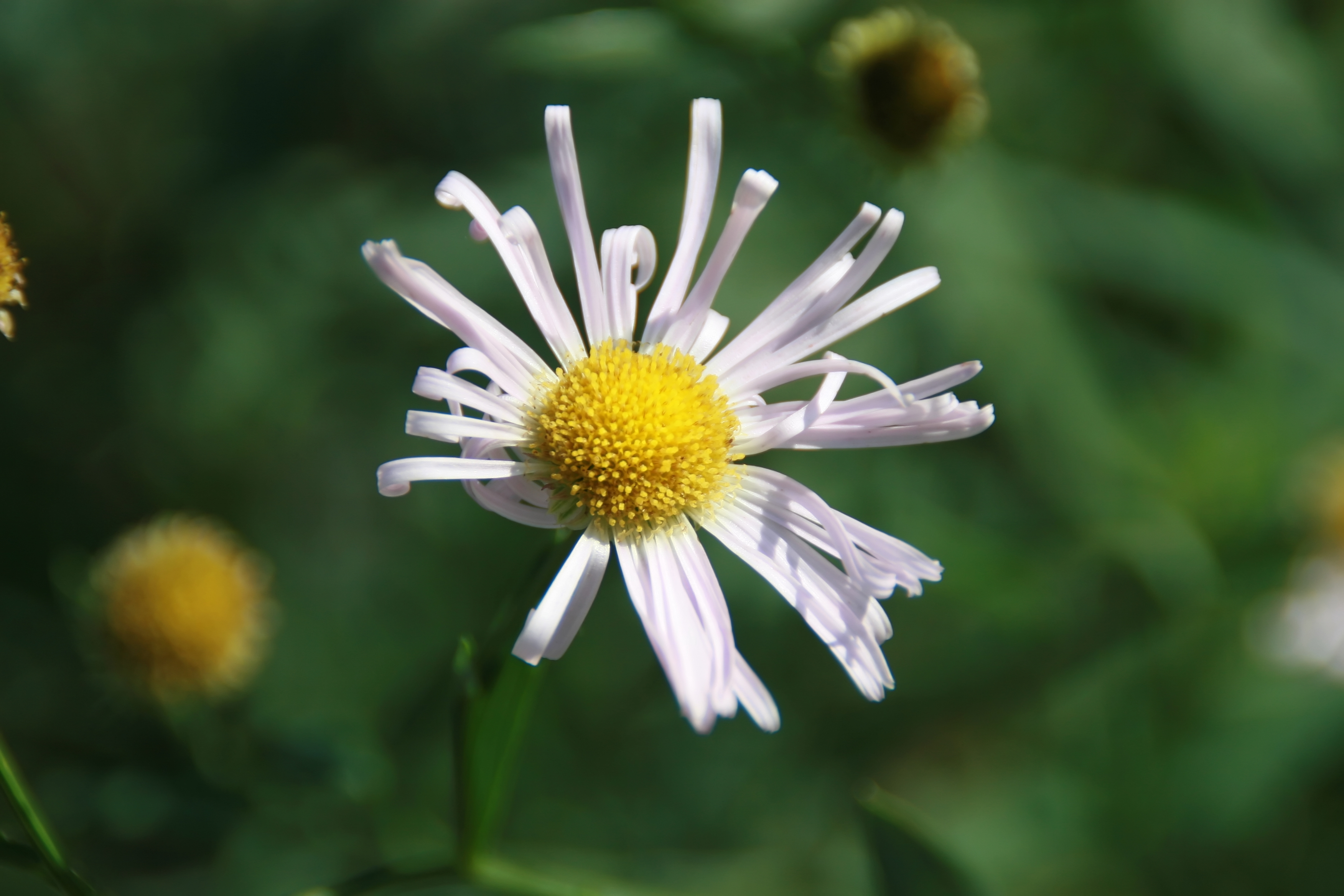
I fiori
Boltonia asteroides

Portamento. Le piante di questo gruppo sono delle erbe perenni o arbusti glabri.
Fusto. La parte aerea è alta da 30 a 250 cm con radici rizomatose o stolonifere e fusti eretti e ascendenti con ramificazioni laterali trasformate spesso in spine. I caudici sono corti; gli steli sono a coste. 
Foglie. Le foglie lungo il caule sono disposte in modo alternato, sono sessili e a volte decorrenti; la lamina, intera, varia da lanceolata a oblanceolata con margini dentati e superficie glabra.
Infiorescenza. Le sinflorescenze sono composte da diversi capolini (da 10 a 100) raccolti in formazioni frondose, corimbose o tirsoidi. Le infiorescenze vere e proprie sono composte da un capolino terminale peduncolato di tipo radiato con fiori eterogami. I capolini sono formati da un involucro, con forme più o meno emisferiche, composto da 30 - 55 brattee, al cui interno un ricettacolo fa da base ai fiori di due tipi: fiori del raggio e fiori del disco. Le brattee, piatte, con forme variabili da strettamente oblunghe a lanceolate, con margini membranacei o anche ialini e a consistenza erbacea, sono disposte in modo più o meno embricato su 2 - 6 serie. Il ricettacolo in genere è nudo ossia senza pagliette a protezione della base dei fiori; la forma è da convessa a conica. Diametro degli involucri: 3 - 14 mm.
Fiori.  I fiori sono tetra-ciclici (formati cioè da 4 verticilli: calice – corolla – androceo – gineceo) e pentameri (calice e corolla formati da 5 elementi). Si distinguono in:
- fiori del raggio (esterni): da 20 a 60 per capolino, sono femminili e sono disposti su una sola serie; la forma è ligulata (zigomorfa);
- fiori del disco (centrali): sono più numerosi (da 50 a 400) con forme tubulose (attinomorfe); sono ermafroditi.

- Formula fiorale:

*/x K {\displaystyle \infty }, [C (5), A (5)], G 2 (infero), achenio
- Calice: i sepali del calice sono ridotti ad una coroncina di squame.

- Corolla: 
  - fiori del raggio: la forma della corolla alla base è più o meno tubulosa-imbutiforme, mentre all'apice la ligula è ellittico-lineare; la ligula può terminare con alcuni denti; il colore è bianco o blu, raramente rosa;
  - fiori del disco: la forma è brevemente cilindrico-tubulare bruscamente divaricata in 5 lobi (la gola presenta dei condotti di resina aranciati); i lobi, patenti o eretti, hanno una forma triangolare; il colore è giallo.

- Androceo: l'androceo è formato da 5 stami sorretti da filamenti generalmente liberi; gli stami sono connati e formano un manicotto circondante lo stilo; le teche (produttrici del polline) alla base sono troncate e sono lievemente auricolate (molto raramente sono speronate o hanno una coda); le appendici apicali delle antere hanno delle forme piatte e lanceolate; il tessuto endoteciale (rivestimento interno dell'antera) è quasi sempre polarizzato (con due superfici distinte: una verso l'esterno e una verso l'interno). Il polline è sferico con un diametro medio di circa 25 micron;  è tricolporato (con tre aperture sia di tipo a fessura che tipo isodiametrica o poro) ed è echinato (con punte sporgenti).[10][12]

- Gineceo: l'ovario è infero uniloculare formato da 2 carpelli.[6] Lo stilo (il recettore del polline) è profondamente bifido (con due stigmi divergenti) e con le linee stigmatiche marginali separate.[13] I due bracci dello stilo hanno una forma deltoide e possono essere papillosi o ricoperti da ciuffi di peli.

Frutti. I frutti sono degli acheni con pappo; in alcune specie è presente un certo dimorfismo (gli acheni dei fiori del raggio differiscono dagli acheni dei fiori del disco);
- achenio: gli acheni, con forme da ellittiche a ellittiche-obovate, sono lateralmente compressi e spesso alati con 2 nervature longitudinali; la parete dell'achenio è formata da celle contenenti rafidi ma prive di fitomelanina; il carpoforo normalmente è anulare;
- pappo: il pappo (a volte assente), persistente, è formato da 2 - 3 piccole setole/scaglie o da una breve corona di setole/scaglie (da 7a a 12).

## Biologia
Impollinazione: l'impollinazione avviene tramite insetti (impollinazione entomogama tramite farfalle diurne e notturne).

Riproduzione: la fecondazione avviene fondamentalmente tramite l'impollinazione dei fiori (vedi sopra).

Dispersione: i semi (gli acheni) cadendo a terra sono successivamente dispersi soprattutto da insetti tipo formiche (disseminazione mirmecoria). In questo tipo di piante avviene anche un altro tipo di dispersione: zoocoria. Infatti gli uncini delle brattee dell'involucro (se presenti) si agganciano ai peli degli animali di passaggio disperdendo così anche su lunghe distanze i semi della pianta. Inoltre per merito del pappo il vento può trasportare i semi anche a distanza di alcuni chilometri (disseminazione anemocora).

## Distribuzione e habitat
Le specie di questo genere sono distribuite in Nord America .

## Sistematica
La famiglia di appartenenza di questa voce (Asteraceae o Compositae, nomen conservandum) probabilmente originaria del Sud America, è la più numerosa del mondo vegetale, comprende oltre 23.000 specie distribuite su 1.535 generi, oppure 22.750 specie e 1.530 generi secondo altre fonti (una delle checklist più aggiornata elenca fino a 1.679 generi). La famiglia attualmente (2021) è divisa in 16 sottofamiglie; la sottofamiglia Asteroideae è una di queste e rappresenta l'evoluzione più recente di tutta la famiglia.

### Filogenesi
La tribù Astereae (una delle 21 tribù della sottofamiglia Asteroideae) comprende circa 40 sottotribù. In base alle ultime ricerche nella tribù sono stati individuati (provvisoriamente) 5 principali lignaggi:
- Basal grade: include alcuni generi isolati, il gruppo "South American-Oceania",  alcune sottotribù africane e il gruppo dei generi legnosi del Madagascar.
- Bellis lineage: comprende le sottotribù eurasiatiche e una sottotribù africana.
- Aster lineage: include i generi asiatici di Asterinae e i principali gruppi dell'Australia e dell'Oceania.
- Baccharis lineage: include alcuni gruppi sudamericani.
- North American lineage: include la vasta gamma di sottotribù del Nordamerica, Messico e alcuni gruppi distribuiti nel Sudamerica.

Il genere  Boltonia  (insieme alla sottotribù Boltoniinae) è incluso nel lignaggio "North American lineage".
I caratteri distintivi del genere sono:
- gli acheni hanno delle forme piatte e sono alati;
- il pappo è formato da due scaglie laterali;

Il numero cromosomico delle specie di questo genere è: 2n = 18.

### Elenco delle specie
Questo genere ha 6 specie:
- Boltonia apalachicolensis L.C.Anderson
- Boltonia asteroides  L'Hér.
- Boltonia caroliniana  (Walter) Fernald
- Boltonia decurrens  (Torr. & A.Gray) Wood
- Boltonia diffusa  Elliott
- Boltonia montana  J.F.Towns. & Kar.-Castro

### Sinonimi
Sono elencati alcuni sinonimi per questa entità:
- Actartife Raf.
- Cacotanis  Raf.
- Madea  Sol. ex DC.